# NGC 3469
NGC 3469 (również PGC 32912) – galaktyka spiralna z poprzeczką (SBab), znajdująca się w gwiazdozbiorze Pucharu. Odkrył ją John Herschel 7 maja 1836 roku.
W galaktyce tej zaobserwowano supernową SN 2012hf.